# Genco Abbandando
Genco Abbandando je fiktivní postava z románu Kmotr od Maria Puza.

## Charakteristika
U rodiny Abbandandových žil Vito Corleone po své emigraci ze Sicílie a pracoval v obchodě Gencova otce. Vito byl Gencovým otcem vyhozen. Don odmítl Gencovu nabídku, že bude z obchodu krást tolik jídla, aby se Vitova rodina uživila. Později, když se Vito stal donem ve své rodině a začal rozšiřovat aktivity, se Genco stal consiglierim. Později, po onemocnění rakovinou, jej ve funkci nahradil Tom Hagen. V den svatby donovy dcery Constanzie je don volán ke Gencovi do nemocnice, protože se prý nedožije rána. Zemřel ve tři hodiny dalšího dne. Ve funkci poté zůstal Tom Hagen.